# القانون المدني المصري
التقنين المدني المصري هو المصدر الرئيسي للقانون المدني في مصر.
أُصدِرَ التقنينُ المدني المصري عام 1949 ويحتوي على 1149 مادة. كتب القانون في عام 1949 الفقيه القانوني عبد الرزاق السنهوري، الذي تلقى مساعدة من العميد إدوار لامبرت من جامعة ليل. ربما بسبب تأثير لامبرت، اتبع قانون عام 1949 نموذج القانون المدني الفرنسي كمرجع. ولكن الجدير بالذكر أن القانون المدني الفرنسي جاء على أثر نقلِ نابليون بونابرت للفقه المالكي لفرنسا لإعجابه الشديد بإحكامِه وعدالته. ويركز القانون على تنظيم الأعمال والتجارة، ولا يشمل أي أحكام تتعلق بقانون الأسرة. فقد تجاهل السنهوري عمدا قانون الأسرة والخلافة لتمييزه عن القانون المدني التركي.
تنص المادة 1 من القانون على أنه «في حالة عدم وجود أي تشريع معمول به، يقرر القاضي وفقًا للعرف ويفشل في العرف، وفقًا لمبادئ الشريعة الإسلامية. في غياب هذه المبادئ، يكون للقاضي اللجوء إلى القانون الطبيعي وقواعد الإنصاف». على الرغم من هذا الاحتجاج بالقانون الإسلامي، جادل أحد المعلقين بأن قانون عام 1949 يعكس «المراوغة للعقيدة الاشتراكية والفقه الاجتماعي».
كان القانون المدني المصري مصدر القانون والإلهام للعديد من الاختصاصات القضائية في الشرق الأوسط، بما في ذلك ممالك ما قبل الديكتاتورية في ليبيا والعراق (وكلاهما صاغه السنهوري نفسه وفريق من الفقهاء الأصليين تحت إشرافه)، الأردن (اكتمل في عام 1976، بعد وفاته) البحرين (2001)، وكذلك قطر (1971) (هذان الأخيران فقط مستوحى من أفكاره)، والقانون التجاري الكويتي (صاغه السنهوري). عندما صاغ السودان قانونه المدني في عام 1970، تم نسخه إلى حد كبير من القانون المدني المصري مع تعديلات طفيفة. اليوم جميع الدول العربيّة المشرقيّة التي لديها قوانين مدنية حديثة، ومؤخرًا المملكة العربية السعودية قد أصدرت نظام المعاملات المدنية والذي أقره مجلس الوزراء السعودي في 14 يونيو 2023، وهو توأم التقنين المدني المصري بذاتِ الموادِ مع تصرفٍ بسيطٍ في المواد بما يتناسب مع النظام السعودي. ويستثنى من الدول العربية التي تعتمد على القانون المدني المصريسلطنة عمان، حيث تعتمد معظم دول الخليج العربي على التقنين المدني المصري كليا أو جزئيا.

## خلفية تاريخية
بدأت مصر الإصلاحات القانونية في عام 1875 عندما حصلت على الاستقلال من الإمبراطورية العثمانية في المسائل القضائية والقانونية، مما أدى إلى إنشاء المحاكم المختلطة للتعامل مع الأجانب والمحاكم الوطنية. استلزم هذا الحاجة إلى مجموعة من القوانين التي كان لها تأثير علماني. عندما حصلت مصر على الاتفاق الدولي اللازم لتوحيد نظامها القانوني في عام 1937، بدأت في وضع سلسلة جديدة من المدونات الشاملة. وقد أشرف الخبير القانوني المصري عبد الرزاق السنهوري على معظم هذا الجهد. تمت صياغة الكود في الأصل في عام 1942، لكنه مر بالعديد من المراجعات قبل إقراره في عام 1949.
بقي مؤلفها، السنهوري، مخلصًا لرؤيته المتمثلة في أن يحكم القضاة وفقًا للقانون نفسه قبل التفكير في استخدام الشريعة، والتي لم يتم تدوينها لفترة طويلة. لأول مرة في التاريخ الحديث للشرق الأوسط العربي، سيتم استخدام الشريعة لإجراء نسخ احتياطي لوثيقة علمانية. نظرًا لأن القانون المدني هو المصدر الرئيسي للقانون، فقد تم إلغاء جميع المحاكم الشرعية. كانت كتابة القانون المدني محاولة من جانب السنهوري لتحديث الشريعة الإسلامية من خلال تبني أفكار من القانون المدني الغربي، وهو مفهوم يحظى بدعم كبير من نخبة أعضاء المجتمع المصري. التغريب يعني قصر الشريعة الإسلامية على أمور تتعلق بمعظمها بالأحوال الشخصية مثل الزواج والطلاق والميراث.
أدى الاستعمار البريطاني إلى بعض التحول إلى القانون العام، لكن القانون العام لم يكن له تأثير يذكر طويل الأجل على النظم القانونية للعديد من البلدان التي كانت خاضعة للحكم البريطاني حيث يوجد نظام مقنن موجود. وبالتالي، يسود القانون المدني، ومعظمه من أصول فرنسية، في جميع أنحاء الشرق الأوسط، ومن المحتمل ألا تبقى بقايا القانون العام قائمة. نتيجة لذلك، تتقاسم النظم القانونية الحديثة لدول الشرق الأوسط السمات الأساسية للقانون الفرنسي، مثل الاعتماد على بيانات كاملة ومنطقية للقانون في مدونات كمصادر رسمية للقانون، مع الحفاظ على الانقسام الحاد بين القانون العام والخاص وبين القانون التجاري والخاص.

## قائمة المراجع
- هويل، مارك، المحاكم المختلطة في مصر (1991)، (ردمك 1-85333-321-2)

## روابط خارجية
- هانز و. بايد، زراعة القانون والمحامون ، ورقة جامعة تكساس
- محمد مطر، الشريعة الإسلامية ، القانون العام، والقانون المدني: مكان الشريعة الإسلامية في الأسرة القانونية
- آن إي ماير، القانون الحديث: الأصناف في النظم القانونية في دول الشرق الأوسط
- جمهورية مصر العربية
- مدونة القانون المدني المصري